# Eugenia Bosco
Eugenia Bosco (12 de junho de 1997) é uma velejadora argentina que é medalhista dos Jogos Pan-Americanos.

## Trajetória esportiva
A velejadora conquistou a prata nos Jogos Pan-Americanos de 2019, na classe Nacra 17, junto com o compatriota Mateo Majdalani, com quem conseguiu o ouro nos Jogos Pan-Americanos de 2023. Ambos também conseguiram juntos a prata nos Jogos Olímpicos de Verão de 2024, em Paris.